# Кілечеревний вуж зелений
Кілечеревний вуж зелений (Macropisthodon plumbicolor) — неотруйна змія з роду Кілечеревний вуж родини Вужеві. Має 2 підвиди.

## Опис
Загальна довжина досягає 40—60 см. Голова трикутна, відокремлена шийним перехопленням. Очі з круглими зіницями. Тулуб тонкий з сильно кілеватою лускою лише на череві. Має найдовшу та найбільш кілевату луску серед усіх видів цього роду. Хвіст куций.
Новонароджені змії мають спину світло— або темно—зеленого кольору з чорними плямами. Передня частина тіла має білі відмітини. Шия з білою або жовтою широку смугу облямована 2 чорними смугами. Чорна смуга йде від задньої частини ока до рота. Неповнолітні вужі мають світло—зелений колір з чорними крапочками. Шия з чорними або білими плямочками. Вони мають форму V—подібний значок на потилиці. Дорослі особини оливково—зеленого кольору. Голова темного кольору. Черево білого, жовтого або сірого забарвлення.

## Спосіб життя
Полюбляє ліки, рідколісся, гірські місцини. зустрічається на висоті до 1000 м над рівнем моря. Активна вночі. Харчується жабами та ропухами. Влітку впадає у сплячку.
Це яйцеживородна змія. Самиця народжує 7—16 дитинчат завдовжки 10—15 см.

## Розповсюдження
Мешкає у Пакистані, М'янмі, на о.Шрі-Ланка, у штатах Індії: Махараштра, Керала, Тамілнад, Андхра-Прадеш, Карнатака.

## Підвиди
- Macropisthodon plumbicolor plumbicolor
- Macropisthodon plumbicolor palabriya